# Lasseter Highway
Der Lasseter Highway ist eine Fernverkehrsstraße im Süden des australischen Northern Territory. Als Teil des Red Centre Way ist er 288 km lang, durchgehend asphaltiert, verläuft in Ostwest-Richtung und verbindet den Stuart Highway mit dem Uluṟu-Kata-Tjuṯa-Nationalpark. Da er die am besten ausgebaute Zufahrt zu diesem touristischen Ausflugsziel bietet, ist er mehr von Bussen und PKW befahren als von Road Trains.
Der Name des Highways geht auf den Goldsucher Harold Lasseter (1880–1931) zurück.

## Verlauf

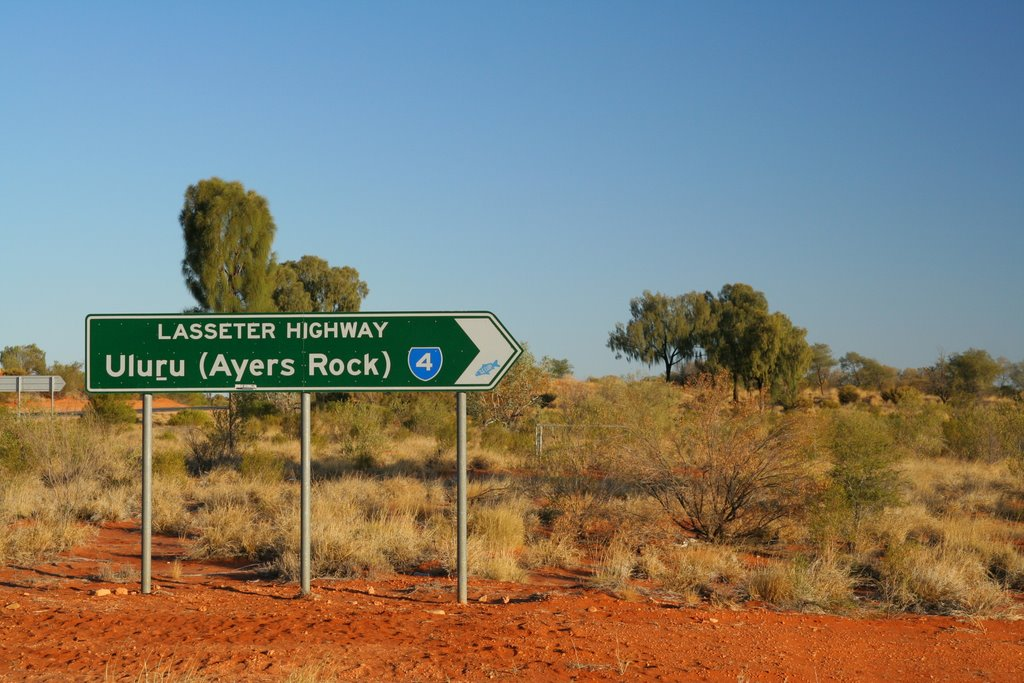
Wegweiser am Lasseter Highway

Der Lasseter Highway beginnt in Erldunda, einer Ortschaft mit Roadhouse und Hotel, am Stuart Highway (N87). Dieser verbindet Darwin im Norden und Adelaide im Süden des australischen Kontinents und bietet somit gute Zufahrtsmöglichkeiten zum Lasseter Highway.
Von Erldunda aus führt der Lasseter Highway in Richtung Westen am Südrand der Basedow Range entlang. Nach etwa 110 km, in der Kernot Range, mündet von Norden her kommend die Luritja Road (S3) ein. Die Luritja Road ist gemeinsam mit der Ernest Giles Road die südliche Zufahrt zum Watarrka-Nationalpark und dem Kings Canyon.
Weitere 25 km in Richtung Südwesten liegt ein Rastplatz, bekannt als Mount Conner Lookout. Er bietet einen Blick auf den Mount Conner, einen etwa 300 m hohen Tafelberg im Outback südlich der Straße. 22 km weiter befindet sich die Curtin Springs Station, eine Rinderfarm mit Roadhouse.
Weitere etwa 100 km westlich erreicht der Lasseter Highway die Ortschaft Yulara. Sie ist eine Touristensiedlung, die in den 1980er-Jahren gegründet wurde, um Touristen, die den Uluṟu-Kata-Tjuṯa-Nationalpark besuchen, besser versorgen und mehr Annehmlichkeiten bieten zu können.
Von Yulara aus sind es noch etwa 3 km bis zum Nationalpark und weitere 5 km bis zur Gabelung der Straße, die zum 10 km entfernten Uluṟu (Ayers Rock) oder zum 43 km weiter westlich gelegenen Kata Tjuṯa (The Olgas) führt. Bei den Olgas endet der Lasseter Highway. Von dort aus weiter nach Westen führt die Great Central Road, eine unbefestigte Straße, die im Northern Territory auch Tjukaruru Road heißt und an der Nordseite der Petermann Ranges entlang zur Grenze nach Western Australia führt.
Der höchste Punkt im Verlauf des Highways liegt auf 521 m, der niedrigste auf 415 m.

## Tankstellen
Tankstellen befinden sich in Erldunda (km 0), in Mount Ebenezer (km 57), in Curtin Springs (km 159) und Yulara (km 245).